# イニーゴ・カンピオーニ
イニーゴ・カンピオーニ（Inigo Campioni, 1878年11月14日 - 1944年5月24日）は、イタリア王国海軍の軍人。最終階級は大将。
カンピオーニは第二次世界大戦間において、イタリア海軍を最も代表する司令官でもあった。

## 経歴
トスカーナ州ルッカ県ヴィアレッジョに生まれる。
1893年、リヴォルノのイタリア海軍兵学校に入学し、96年卒業 。98年、正式に少尉に任官され、1905年に大尉。
1911年、装甲巡洋艦アマルフィ乗組員として伊土戦争に参加。
第一次世界大戦では戦艦コンテ・ディ・カブールおよびアンドレア・ドリアに乗艦した。
アドリア海海戦中の16年、カンピオーニは少佐に昇進し駆逐艦「アルディート」艦長に就任する。多くの輸送船団の護衛を務め、17年9月にはアドリア海北部での海戦で武功を上げた。
その後の功績により、武功青銅勲章を授与された。
また、休戦協定成立後の18年12月には、戦功十字章を授与された。翌年、中佐に昇進。26年に大佐。ラ・スペツィアの海軍工廠統監を経てパリで駐在武官となった。
1929年、カンピオーニは重巡洋艦トリエステに第1艦隊参謀長として乗艦し、30年5月から翌年同月までトレントの艦長を務めた。
32年、准将に進級し、34年に少将となった。海軍官房長官を経て35年から翌36年まで第5戦隊司令官として第二次エチオピア戦争に参加した。36年、中将に昇進し、38年まで海軍参謀次長を務めた。39年、王国海軍における最も有望な提督として、海軍の主力たる第1艦隊司令長官を命ぜられ、旗艦ジュリオ・チェザーレに座乗する。
間もなくして、元老院議員の職も得た。
カンピオーニは第二次世界大戦中、艦隊司令官としてカラブリア沖海戦を始めタラント空襲、ホワイト作戦、スパルティヴェント岬沖海戦といった数度の海戦を指揮した。だが、その後の戦いでイギリスの輸送船団の妨害に失敗した責任を問われ、40年12月8日に司令官を解任され海軍参謀次長の職に戻った。カンピオーニの後任にはアンジェロ・イアキーノが就いた。しかしながら、40年6月から翌7月までの功績として、サヴォイア軍事勲章を授与された。
7月15日、イタリア領エーゲ海諸島(現ドデカネス諸島)の総督に就任した。1943年9月8日のイタリアの休戦時にはロドス島におり、イタリア社会共和国への協力を拒否したためドデカネス諸島戦役に巻き込まれた。9月15日、ロドス島の守備隊はドイツ軍に包囲され、カンピオーニは逮捕された。ポーランドのヴィエルコポルスカ県にある捕虜収容所に拘留された。1944年1月、カンピオーニの身柄はヴェローナに拘留された。
同年5月24日、パルマにて銃殺刑となった。
死後の1947年11月、イタリア共和国政府より武功黄金勲章を追贈された。カンピオーニの墓はバーリの軍人墓地にある。

## 栄典
- 聖マウリッツィオ・ラザロ勲章グランデ・ウッフィチャーレ
- イタリア王冠勲章グランデ・ウッフィチャーレ（英語版）
- サヴォイア軍事勲章コンメンダトーレ - 1942年1月12日[8]
- 武功黄金勲章（英語版） - 1947年12月9日[8]
- 2等戦功十字章（英語版）
- モーリタニア記念章（英語版）
- 勤続記念十字章（イタリア語版）40年章
- 伊土戦争従軍記念章（イタリア語版）
- 伊墺戦争従軍記念章（英語版）
- イタリア統一記念章（英語版）
- 連合国戦勝記念章（英語版）